# Stará Halič
Stará Halič (ungarisch Gácsfalu – bis 1888 Gácsfalva) ist eine Gemeinde im Süden der Slowakei mit 840 Einwohnern (Stand 31. Dezember 2024). Sie gehört zum Okres Lučenec, einem Kreis des Banskobystrický kraj, und ist zugleich Teil der traditionellen Landschaft Novohrad.

## Geographie
Die Gemeinde befindet sich im Nordwestteil des Talkessels Lučenská kotlina, selbst Teil der größeren Einheit Juhoslovenská kotlina, beiderseits des Baches Tuhársky potok im Einzugsgebiet des Ipeľ. Der höchste Punkt ist der Berg Sedem chotárov mit 602 m n.m. Das Ortszentrum liegt auf einer Höhe von 252 m n.m. und ist 11 Kilometer von Lučenec entfernt.
Nachbargemeinden sind Gregorova Vieska im Norden, Tomášovce im Osten, Lučenec im Südosten, Halič im Süden, Lupoč im Westen sowie Polichno und Tuhár im Nordwesten.

## Geschichte

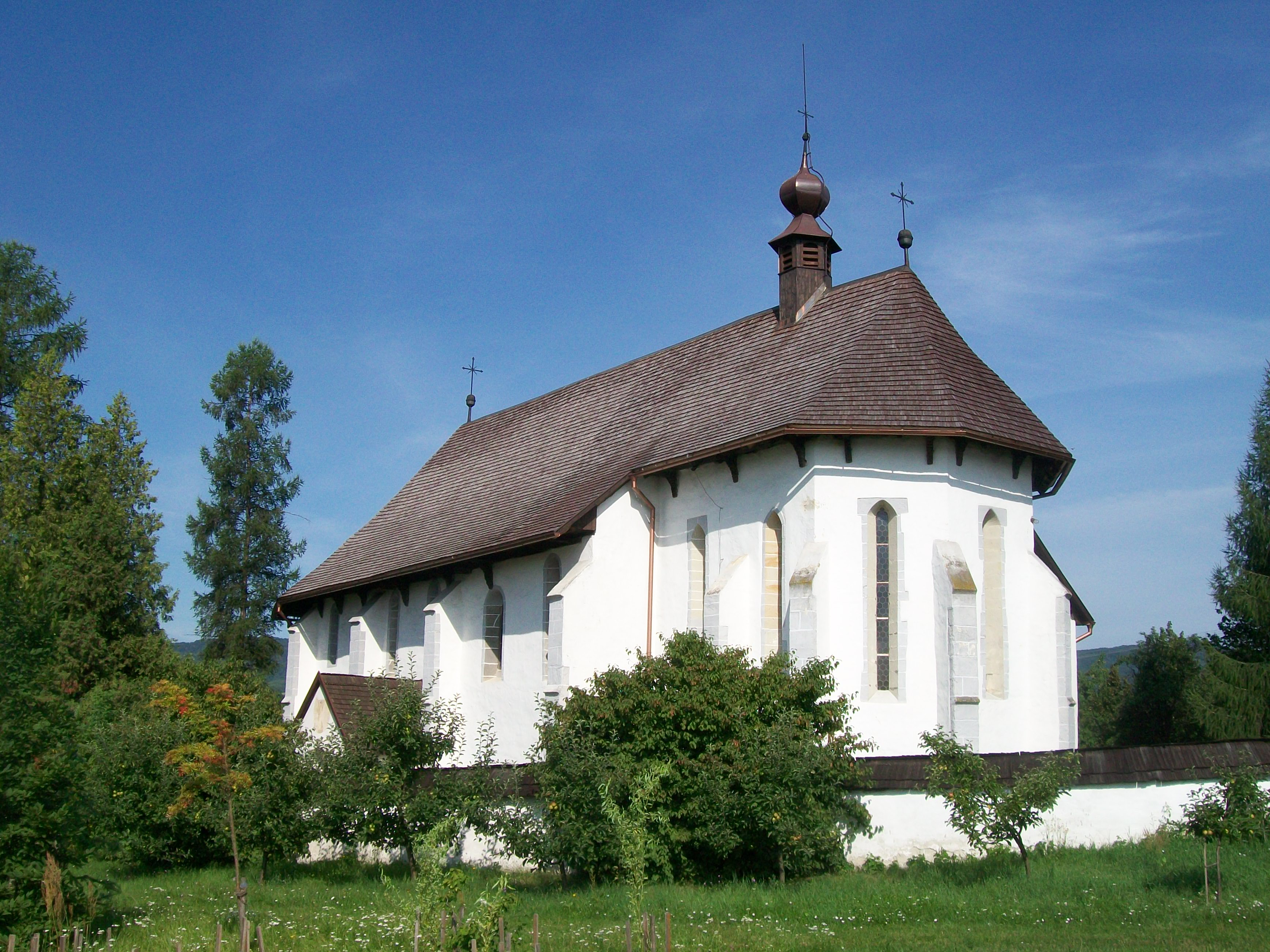
Georgskirche

In der zweiten Hälfte des 13. Jahrhunderts existierte im Ort ein Pfarrhof, namentlich wird er aber erst 1350 als Gaach schriftlich erwähnt. Zuerst war das Dorf Besitz des Geschlechts Tomaj, später Lossonczy (1548) und im 17. Jahrhundert des Geschlechts Forgách. 1712 fiel ein Großteil der Bevölkerung einer Pestepidemie zum Opfer. 1763 erhielt Stará Halič das Recht, viermal jährlich einen Markt zu veranstalten. 1828 zählte man 82 Häuser und 547 Einwohner, die als Fischer, Fuhrmänner, Holzhändler und Landwirte beschäftigt waren. Für das erste gab es im Ortsgebiet einen großen Teich.
Bis 1918/1919 gehörte der im Komitat Neograd liegende Ort zum Königreich Ungarn und kam danach zur Tschechoslowakei beziehungsweise heute Slowakei.

## Bevölkerung
| Jahr                | 1994 | 2004    | 2014    | 2024    |
| ------------------- | ---- | ------- | ------- | ------- |
| Anzahl der Personen | 635  | 667     | 685     | 662     |
| Unterschied         |      | +5,03 % | +2,69 % | −3,35 % |

| Jahr                | 2023 | 2024    |
| ------------------- | ---- | ------- |
| Anzahl der Personen | 645  | 662     |
| Unterschied         |      | +2,63 % |

Gemäß der Volkszählung 2011 wohnten in Stará Halič 656 Einwohner, davon 570 Slowaken, neun Deutsche, drei Russen, zwei Magyaren sowie jeweils ein Tscheche und Ukrainer. 17 Einwohner gaben eine andere Ethnie an und 53 Einwohner machten keine Angabe zur Ethnie.
535 Einwohner bekannten sich zur römisch-katholischen Kirche, 14 Einwohner zur evangelisch-methodistischen Kirche, 11 Einwohner zur Evangelischen Kirche A. B. und zwei Einwohner zur griechisch-katholischen Kirche; ein Einwohner bekannte sich zu einer anderen Konfession. 17 Einwohner waren konfessionslos und bei 76 Einwohnern wurde die Konfession nicht ermittelt.

## Bauwerke und Denkmäler

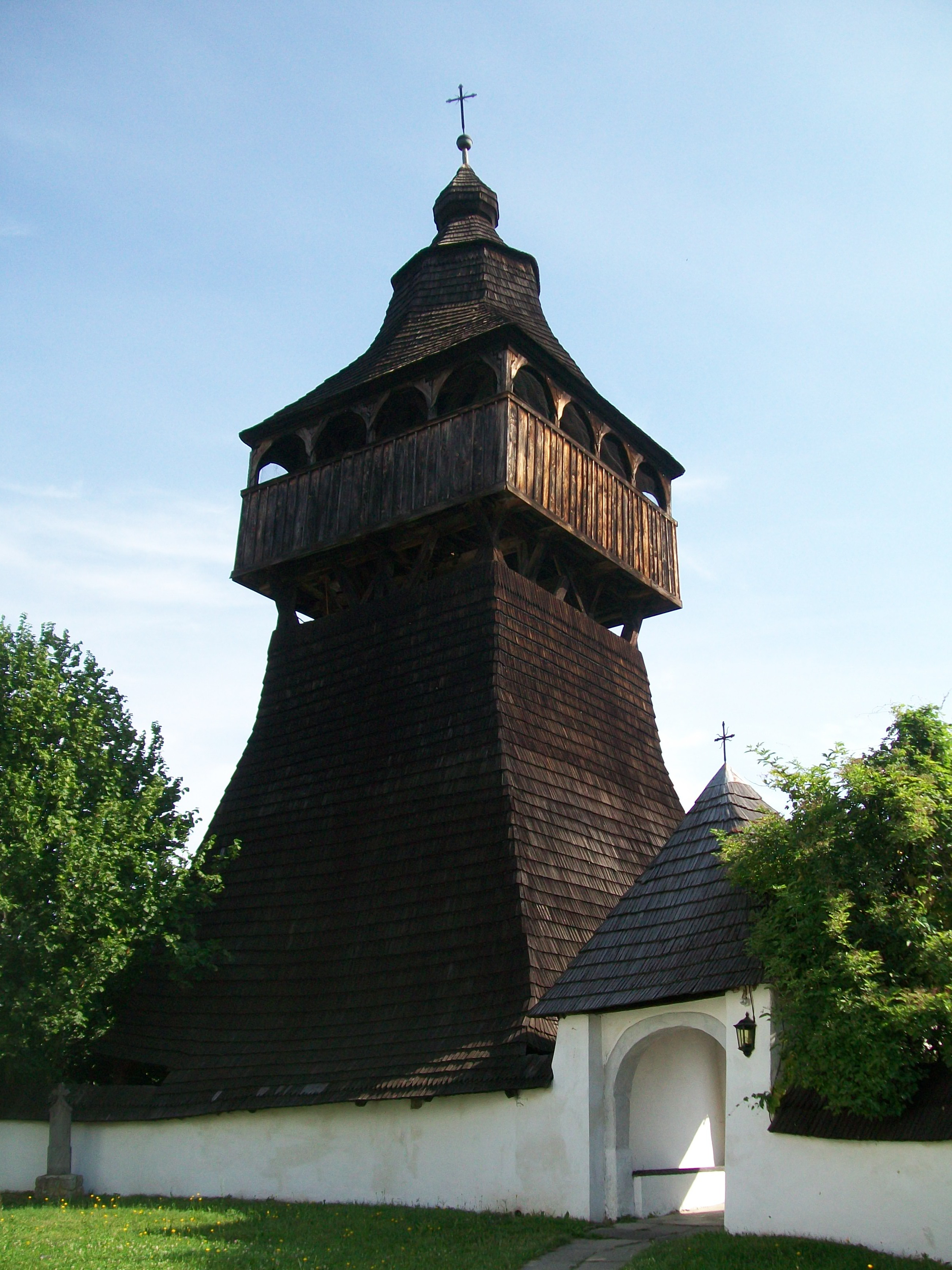
Holzglockenturm

- römisch-katholische Georgskirche im gotischen Stil, gegen 1300 erbaut
- Holzglockenturm im Renaissance-Stil aus dem Jahr 1672